# أنطونيو سيرانو
أنطونيو سيرانو (بالإسبانية: Antonio Serrano)‏ (14 مارس 1979 في بيرو - ) هو لاعب كرة قدم بيروفي في مركز الهجوم. لعب مع أليانزا ليما والجامعي دي بيرو وخوان أوريتش ونادي سون هي ونادي سانتانيكوس أسوشيتد وAtlético Universidad ‏ وAsociación Deportiva San Agustín ‏ وSport Coopsol Trujillo ‏ وCusco FC ‏ ونادي أياكوتشو ونادي ميلغار أريكيبا وClub Deportivo Universidad de San Martín de Porres ‏ وCobresol ‏ وسبورت بويز ونادي خوسيه جالفيز ‏ وسبورت أنكاش وTotal Chalaco ‏.

## وصلات خارجية
- أنطونيو سيرانو على موقع قاعدة بيانات كرة القدم.إي يو (الإنجليزية)
- أنطونيو سيرانو على موقع ناشيونال فوتبول تيمز (الإنجليزية)
- أنطونيو سيرانو على موقع Soccerway.com (الإنجليزية)